# Miguel del Barco
Miguel del Barco González (Casas de Millán, Cáceres, España, 13 de noviembre de 1706-Bolonia, Estados Pontificios, 24 de octubre de 1790) fue un misionero jesuita español, además de geógrafo, historiador y antropólogo, que desarrolló su actividad fundamentalmente en Baja California, México, escribiendo importantes obras sobre la historia de las misiones allí establecidas.

## Biografía

### Nacimiento y formación (1706-1738)
Miguel del Barco, hijo de Juan Fernández del Barco y de Isabel González, estudió en 1721 filosofía, humanidades y leyes en la Universidad de Salamanca. Profesó como novicio en la Compañía de Jesús en Castilla el 18 de mayo de 1728, en el noviciado de Villagarcía de Campos (Valladolid) y en 1730 enseñó gramática en el colegio de Monterrey, repasando Filosofía en Santiago de Compostela en 1732. 
Cuando volvió a Salamanca para estudir Teología pidió ser enviado a misiones y zarpó, poco después, desde Cádiz hacia a Nueva España en 1735. Su barco naufragó cerca de Veracruz aunque el grupo de jesuitas logró llegar a San Juan de Ulúa. Pudo completar sus estudios de teología en el Colegio Máximo de México (1735-1736). Se ordenó el 3 de septiembre de 1736 y estuvo auxiliando en 1737 a los afectados por la epidemia de matlazáhuatl (fiebre tifoidea), siendo afectado igualmente por la enfermedad. En 1738 estuvo trabajó un tiempo en Puebla de los Ángeles antes de encaminarse, hacia finales de 1738 o principios de 1739, a la Antigua California. 

### Misionero en Baja California (1739-1768)
Una vez en Baja California, fue primeramente enviado a la misión de San José del Cabo, en 1739, antes de servir durante casi tres décadas (1739-1768) al pueblo Cochimí en la Misión de San Francisco Javier de Viggé-Biaundó. 
Él supervisó la construcción de la iglesia de piedra en circulación en San Javier y se desempeñó como visitador, el más alto cargo administrativo de las misiones de California, en 1750-1754 y 1761-1763. 

### Exilio y fallecimiento (1768-1790)
Cuando los jesuitas fueron expulsados del territorio español en 1767-1768, Barco se fue al exilio en Bolonia, en el territorio papal de Italia.

## Obras
La creación más perdurable de Barco puede haber sido sus escritos sobre la historia y la etnografía de Baja California: Historia natural y crónica de la antigua California, manuscrito conservado en la Biblioteca Nacional de Roma, en el Fondo Jesuítico. de Barco incluyó algunos datos sobre los descubrimientos de pinturas rupestres realizados por el misionero José Mariano Rotea.
Varios informes y cartas, y escrito en San Javier o de Bolonia ya han sido publicados. Antes de su exilio, fue tal vez el autor de un anónimo Adiciones a la manuscrito Descripción de la California.
En Bolonia, al parecer en la década de 1770, compuso un largo manuscrito de las adiciones y correcciones a la historia publicada previamente de la península de Miguel Venegas. Los escritos de Barco fueron una de las principales fuentes para la historia posterior de Francisco Javier Clavijero. El propio trabajo de Barco se quedó en manuscrito hasta su edición y publicación en el año 1973.
- Barco, Miguel del. 1980. The Natural History of Baja California. Editada por Miguel León-Portilla. Dawson's Book Shop, Los Angeles.
- Barco, Miguel del. 1981. Ethnology and Linguistics of Baja California. Editada por Miguel León-Portilla. Dawson's Book Shop, Los Angeles.